# Commonwealth
El vocablo inglés commonwealth (de common, «común», y el antiguo weal, que derivó en wealth, «fortuna») significa literalmente «riqueza común» o, en una sola palabra, «mancomunidad». El significado deriva del término latín res publica («cosa pública») y actualmente se usa en relación con una comunidad política. La más conocida con esta denominación en el mundo actual es la Commonwealth of Nations, una comunidad de naciones vinculada al Reino Unido.

## En alemán
El término alemán más cercano en sentido literal a commonwealth (gemeinwesen: «riqueza común») tiene un sentido más amplio, quizás cercano al término comunidad en español. La Wikipedia en alemán lo describe como «un término que significa toda organización actual e histórica de la sociedad humana en general, la comunidad pública más allá de la unidad familiar». Por tanto, en Wikipedia no hay un enlace directo a un artículo en dicho idioma (llamado interwiki).
En inglés, el término se usaba originalmente para referirse a un sistema de gobierno dedicado a aumentar el bienestar social o la riqueza común, a diferencia de todo aquel gobierno cuyo fin era el beneficio de un individuo o una clase. Es decir, es un sistema de gobierno dedicado al beneficio general, con un sentido similar al de la frase latina res publica («cosa pública»), para significar el aspecto de beneficio común implícito en un Estado.
Posteriormente el término llegó a entenderse con el significado de una República, especialmente bajo el sistema impuesto por Oliver Cromwell. Ese sistema es conocido como la Mancomunidad de Inglaterra en castellano o The Old commonwealth («antigua comunidad») en Inglaterra (ver Niveladores).

## Uso actual
En la actualidad la palabra generalmente designa, en el mundo de habla inglesa, un sistema político basado en la asociación voluntaria a fin de perseguir el beneficio económico común. (véase también Estado libre asociado).

## Ciencia política
En la ciencia política, el término se usa para designar el aspecto o propósito económico de ciertas asociaciones políticas. Es decir, un sistema que busca incrementar riqueza material de una comunidad o sociedad, dejando el aspecto ideológico, etc., a consideraciones individuales. Esta acepción se puede rastrear hasta la percepción de Adam Smith, y personajes tales como John Stuart Mill, para quien los hombres tienen derecho a actuar en libertad -mientras esos actos no perjudiquen a otros- porque solo a través de esa libertad pueden escoger libremente lo que ellos consideren su bien o su conveniencia. Y Thomas Hill Green, para quien el bien común se encuentra en «la realización del carácter personal», deduce «el bien final, como un todo, sólo puede lograrse en una sociedad de individuos que, siendo siempre un fin para sí mismos —en el sentido de que su individualidad no desaparece— logran aumentar su perfección, encontrando esa perfección obtenible sólo cuando esos individuos separados son integrados como parte de un todo social». Lo anterior se puede resumir diciendo que la Commonwealth busca aumentar la libertad de los individuos en su sentido negativo (ver Libertad negativa y Economía del bienestar).